# Louis-Marie Guillaume
Louis-Marie Guillaume fue un político francés nacido el 22 de enero de 1750 en París y fallecido el 13 de septiembre de 1794 en París.

## Biografía
Abogado, fue diputado del Tercer Estado a los Estados Generales de 1789 para el preboste y vizcondado de París y luego a la Asamblea Nacional Constituyente. Habla a menudo y se convierte en secretario de la asamblea en marzo de 1790. Luego es nombrado ante el tribunal de casación. Sospechoso bajo el Terror, se ve obligado a esconderse.